# 未来宽带技术
未来宽带技术股份有限公司（原未来宽带技术及应用工程研究中心有限公司）位於中華人民共和國上海市长宁区协和路1158号，成立于2004年9月22日，由上海市科学技术委员会组建，同时承担国家2000年8号文件863项目“高性能宽带信息网3TNet”，公司内有行业事业部、新业务事业部、综合管理事业部。2007年，3TNet高新能宽带信息网获国家科技进步二等奖，2008年12月由广电总局列为中国下一代广播电视网（NGB）改造的技术支撑，2008年为高新技术企业，2012年9月17日改名为未来宽带技术股份有限公司，2014年12月31日登陆新三板，2015年10月30日公司收购北京京信万通科技有限公司100%股权，2019年11月14日启动科创板IPO。

## 外部鏈接
- 官方网站